# Pierre Hulin
Pour les articles homonymes, voir Hulin (homonymie).
Gaston Pierre Auguste Hulin est un homme politique français né le 24 juillet 1882 à Poitiers et mort le 29 novembre 1944 au camp de concentration de Gross-Rosen (aujourd'hui Rogoźnica en Pologne).
Député radical-socialiste de Poitiers à deux reprises, membre éphémère du gouvernement Daladier, il est rattrapé par plusieurs scandales dont l'affaire Stavisky et tombe en disgrâce. Pendant l'Occupation, il rejoint la Résistance, mais il est arrêté et meurt en déportation. Il est reconnu « mort pour la France ».

## Biographie
Gaston Hulin est issu d'un milieu modeste, son père étant mécanicien au chemin de fer Paris-Orléans.
Pendant la Première Guerre mondiale et avant de se lancer en politique, il est avocat au barreau de Poitiers et journaliste. Plus tard, sa nomination comme sous-secrétaire d'État à la Guerre par Édouard Daladier fait scandale chez les anciens combattants car il n'a pas participé au conflit. Ses détracteurs découvrent et font connaître qu'il a été impliqué dans une affaire d'escroquerie. C'est « l'affaire Hulin ». Le 4 juin 1933 il est rayé de l'ordre des avocats, et dix jours plus tard démissionne du gouvernement. En 1934, il est à nouveau impliqué dans l'affaire Stavisky. En mai 1935, il est jugé pour cette implication à Rouen dans un procès mené par Edmond Miniac.
Aux élections de 1936, il se présente à nouveau à Poitiers et obtient l'investiture du Front populaire, mais est battu.
Une fois passée la débâcle de 1940, il s'engage dans la Résistance et rejoint le réseau Louis Renard. Arrêté en 1942, il est déporté à la prison de Wolfenbüttel puis au camp de concentration de Gross-Rosen. D'après son ancien codétenu Henri Auroux, il serait mort le 3 décembre 1944 sous les coups de bâton des gardes pour être tombé d'épuisement.

## Mandats
- Député de la Vienne de 1924 à 1928
- Conseiller municipal de Poitiers de 1925 à 1929
- Vice-président du conseil général de la Vienne
- Député de la Vienne de 1932 à 1933
- Sous-secrétaire d'État à la Guerre en 1933

## Hommages
Une rue porte son nom à Poitiers.

## Sources
- « Pierre Hulin », dans le Dictionnaire des parlementaires français (1889-1940), sous la direction de Jean Jolly, PUF, 1960 [détail de l’édition]
- Lucette Brossard-Pissard, Le livre des héros : Héros et personnalités de la Vienne du XXe siècle, Le Pictavien éditeur, 2007, 400 p., p. 17